# 斯蒂康日
斯蒂康日（法語：Stuckange，法語發音：[stykɑ̃ʒ]；洛林法兰克语：Stickéng、Stëckéngen、Stéckéngen）是法国摩泽尔省的一个市镇，位于该省北部，属于蒂永维尔区。

## 地理
斯蒂康日（49°19'34"N, 6°14'24"E）面积4.44 平方千米，位于法国大東部大區摩泽尔省，该省份为法国东北部内陆省份，是洛林的一部分，西南接默尔特-摩泽尔省，东临下莱茵省，北与卢森堡和德国接壤。
与斯蒂康日接壤的市镇（或旧市镇、城区）包括：贝尔特朗日、迪斯特罗夫、金齐什、梅采维斯、沃尔斯特罗夫、于茨。

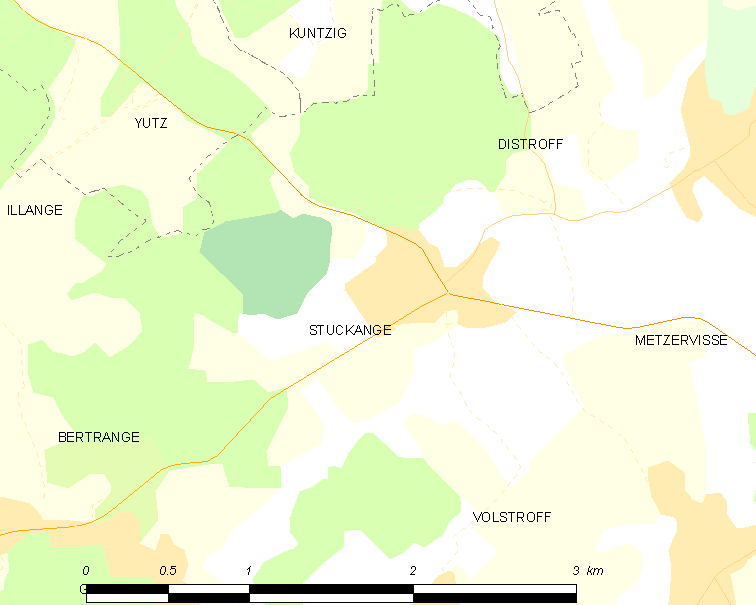
斯蒂康日的OSM定位图

斯蒂康日的时区为UTC+01:00、UTC+02:00（夏令时）。

## 行政
斯蒂康日的邮政编码为57970，INSEE市镇编码为57767。

## 政治
斯蒂康日所属的省级选区为梅采维斯县。

## 人口

1962-2008年间斯蒂康日人口变化图示

斯蒂康日于2022年1月1日时的人口数量为1455人。